# Tequila!
Tequila! (Uno, dos, tres... dispara otra vez) è un film del 1973, diretto da Tulio Demicheli.

## Trama
Tequila e Bobo invadono la cittadina di Chedron con l'obiettivo di rapinare la banca, il cui proprietario De Koven, che cerca di derubare degli allevatori della zona dei mutui che la sua banca detiene sulla loro terra.